# Jornal online
Jornal online é a versão online de um jornal, ou como uma publicação independente ou como a versão online de um jornal impresso. Ir para o meio online cria mais oportunidades para que publicações possam competir com jornalismo na apresentação de notícias de última hora de forma mais oportuna. 
A credibilidade e o reconhecimento de uma marca forte de jornais bem estabelecidos, e as estreitas relações que têm com os anunciantes, também são vistos por muitos na indústria de jornais como fatores de fortalecimento de suas chances de sobrevivência. O movimento longe do processo de impressão também pode ajudar a diminuir os custos.
Os jornais online são muito parecidos com os jornais impressos e têm os mesmos limites legais, tais como leis sobre difamação, privacidade e direitos autorais, também se aplicam às publicações online na maioria dos países, como no Reino Unido.